# Illawarra

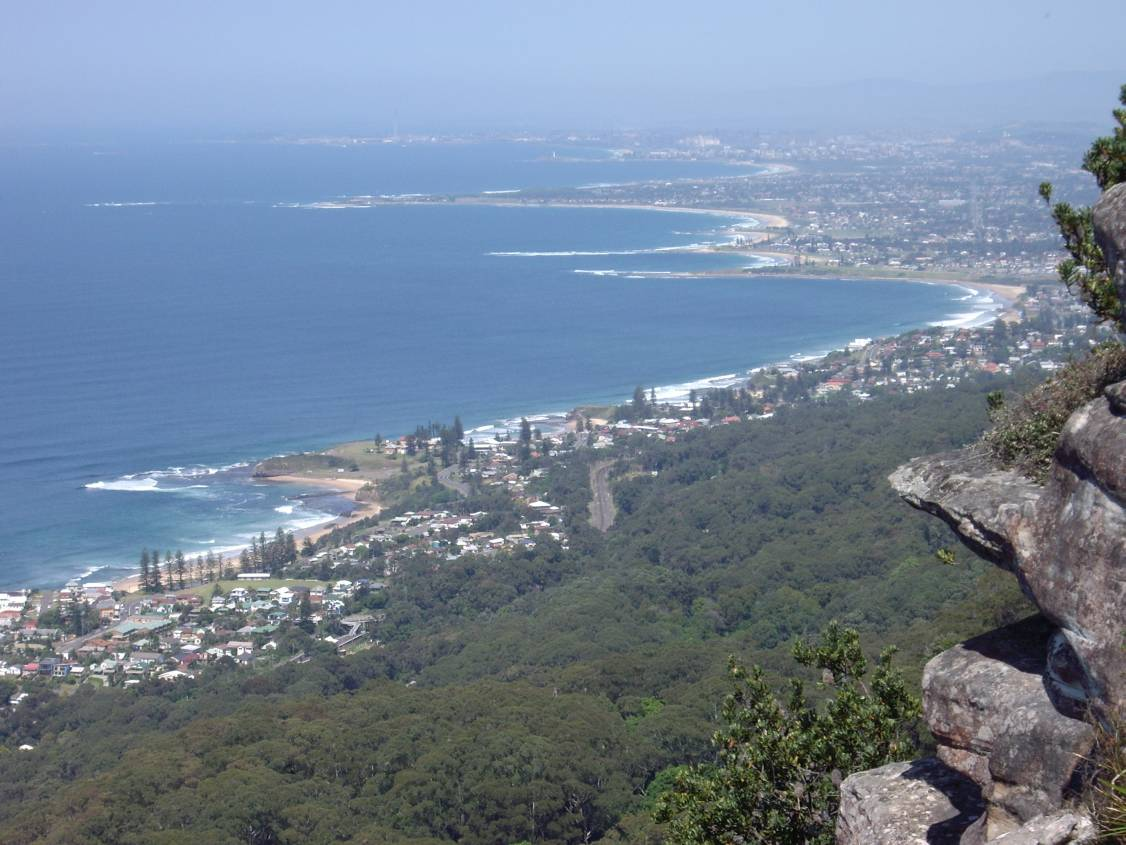
Blick vom Illawarra Escarpment über Wombarra und die nördlichen Illawarra-Hügel Austinmer, Thirroul, Bulli, Wollongong bis Port Kembla.

Illawarra ist eine Region im australischen Bundesstaat New South Wales. Die Küstenregion liegt südlich von Sydney und grenzt an die südlich von ihr gelegene Region Shoalhaven. Zu ihr gehören die Städte Wollongong und Shellharbour sowie die Gemeinde Kiama.
Das Wort Illawarra bedeutet wahrscheinlich "hoher Platz in der Nähe des Meeres" in der örtlichen Sprache der Ureinwohner.
Die traditionellen Haupterwerbszweige des Gebietes sind Landwirtschaft, Kohleabbau und Stahlherstellung. Australiens größte Stahlfabrik BlueScope Steel liegt in Port Kembla. Das Gebiet, vor allem um Port Kembla, und Wollongong war bekannt für viele Industriearbeitsplätze, seit 1990 gewinnt jedoch das Dienstleistungsgewerbe an Bedeutung.

## Verkehr
Die Illawarra-Region ist durch mehrere Pässe und den Southern Freeway sowie eine elektrifizierte Bahnstrecke mit Sydney verbunden. Des Weiteren ist Illawarra im Westen an den Illawarra Highway und die Picton Road, im Süden an den Princes Highway angeschlossen. In Albion Park gibt es einen Regionalflughafen.

## Städte und Verwaltung
In Illawarra gibt es unter anderen folgende Städte:
| - Helensburgh - Stanwell Park - Kiama - Thirroul - Bulli - Wollongong - Port Kembla | - Coledale - Dapto - Albion Park - Albion Park Rail - Shellharbour - Gerringong - Jamberoo |

Illawarra wird von den vier Gemeinderäten von Wollongong City, Shellharbour City, Kiama Municipality und teilweise Shoalhaven City verwaltet. Wollongong ist die nördlichste Gemeinde, sie reicht von Helensburgh bis Lake Illawarra, mit dem nördlichsten Küstenort Stanwell Park und den südlichsten Vororten Windang, Yallah und Haywards Bay. Shellharbour liegt südlich von Wollongong und reicht im Norden von der Südküste des Lake Illawarra bis an den Minnamurra River im Süden. Die Kiama Municipality grenzt im Norden an den Minnamurra River und umfasst alle Gebiete bis etwa 4 km südlich von Gerroa. Der Shoalhaven City Council umfasst die südlich anschließenden Gebiete von Illawarra bis zur Region Ulladulla.

## Bevölkerung
Im Jahr 2022 hatte Illawarra 317.661 Einwohner.

## Sport
Die Illawarra Steelers spielten in der New South Wales Rugby League Premiership, später in der National Rugby League, und bilden gegenwärtig die Hälfte des Joint Ventures St. George Illawarra Dragons. Es gibt sehr viele Sportanlagen in Illawarra und einige berühmte Rugby-Stars wie Trent Barrett stammen von dort.
Die Illawarra Hawks aus Wollongong sind in der Saison 2000/01 und 2024/25 Meister der National Basketball League geworden.